# Psylliodes
Genre
Psylliodes est un genre cosmopolite de coléoptères de la famille des Chrysomelidae. Il s'agit de petits insectes sauteurs, du groupe des altises, qui attaquent le feuillage de nombreuses plantes en y laissant de petits trous ronds caractéristiques.

## Systématique
Le genre Psylliodes est décrit par Berthold en 1827.

## Liste d'espèces
Selon NCBI (1 oct. 2010) :
- Psylliodes affinis, altise de la pomme de terre
- Psylliodes chalcomerus
- Psylliodes chrysocephalus, altise du colza
- Psylliodes crambicola
- Psylliodes cupreus
- Psylliodes dulcamarae
- Psylliodes fusiformis
- Psylliodes gibbosus
- Psylliodes gougeleti
- Psylliodes hispanus
- Psylliodes hospes
- Psylliodes laticollis
- Psylliodes luridipennis
- Psylliodes luteolus
- Psylliodes marcidus
- Psylliodes napi
- Psylliodes pallidipennis
- Psylliodes sophiae
- Psylliodes sp. BMNH#704452

Selon ITIS (1 oct. 2010) :
- Psylliodes affinis (Paykull, 1799)
- Psylliodes chalcomerus (Illiger, 1807)
- Psylliodes chrysocephalus (Linnaeus, 1758)
- Psylliodes convexior J. L. LeConte, 1857
- Psylliodes credens Fall, 1933
- Psylliodes cucullatus (Illiger, 1807)
- Psylliodes elegans Horn, 1889
- Psylliodes guatemalensis Jacoby, 1885
- Psylliodes napi (Fabricius, 1792)
- Psylliodes picinus (Marsham, 1802)
- Psylliodes punctulatus F. E. Melsheimer, 1847, altise du houblon
- Psylliodes sublaevis Horn, 1889
- Psylliodes verisimilis Fall, 1933

## Espèces fossiles
Selon Paleobiology Database en 2023, les espèces fossiles sont au nombre de trois :
- †Psylliodes defiguratus, Théobald 1937
- † Psylliodes difficilis, Förster 1891
- † Psylliodes polonica, Lomnicki 1894

## Galerie

Quelques espèces vivantes du genre Psylliodes.
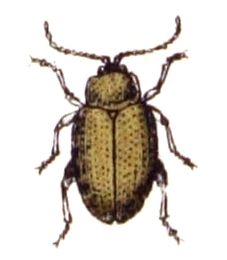
L'altise de la pomme de terre ou Psylliodes affinis.
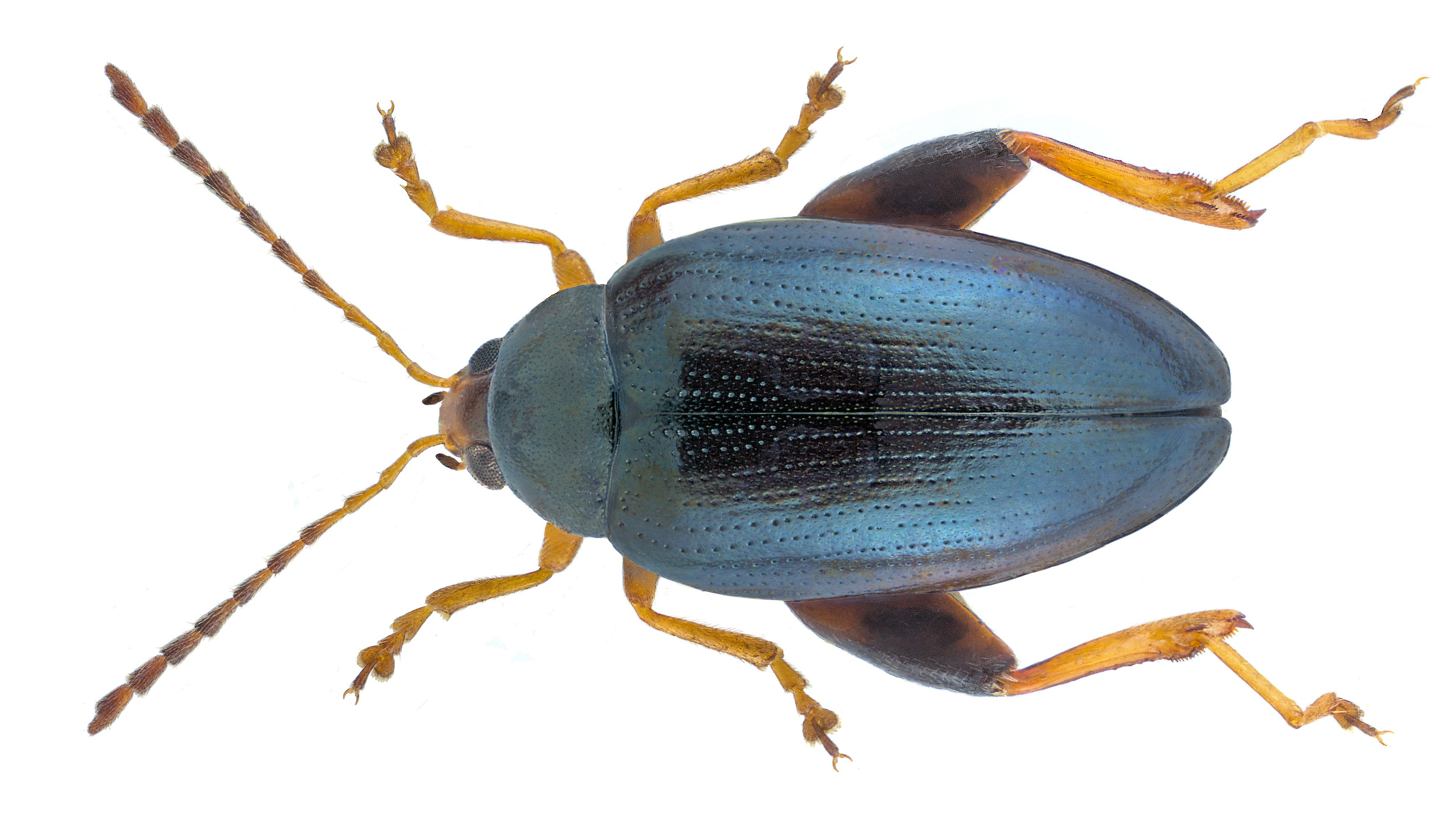
Psylliodes chrysocephalus
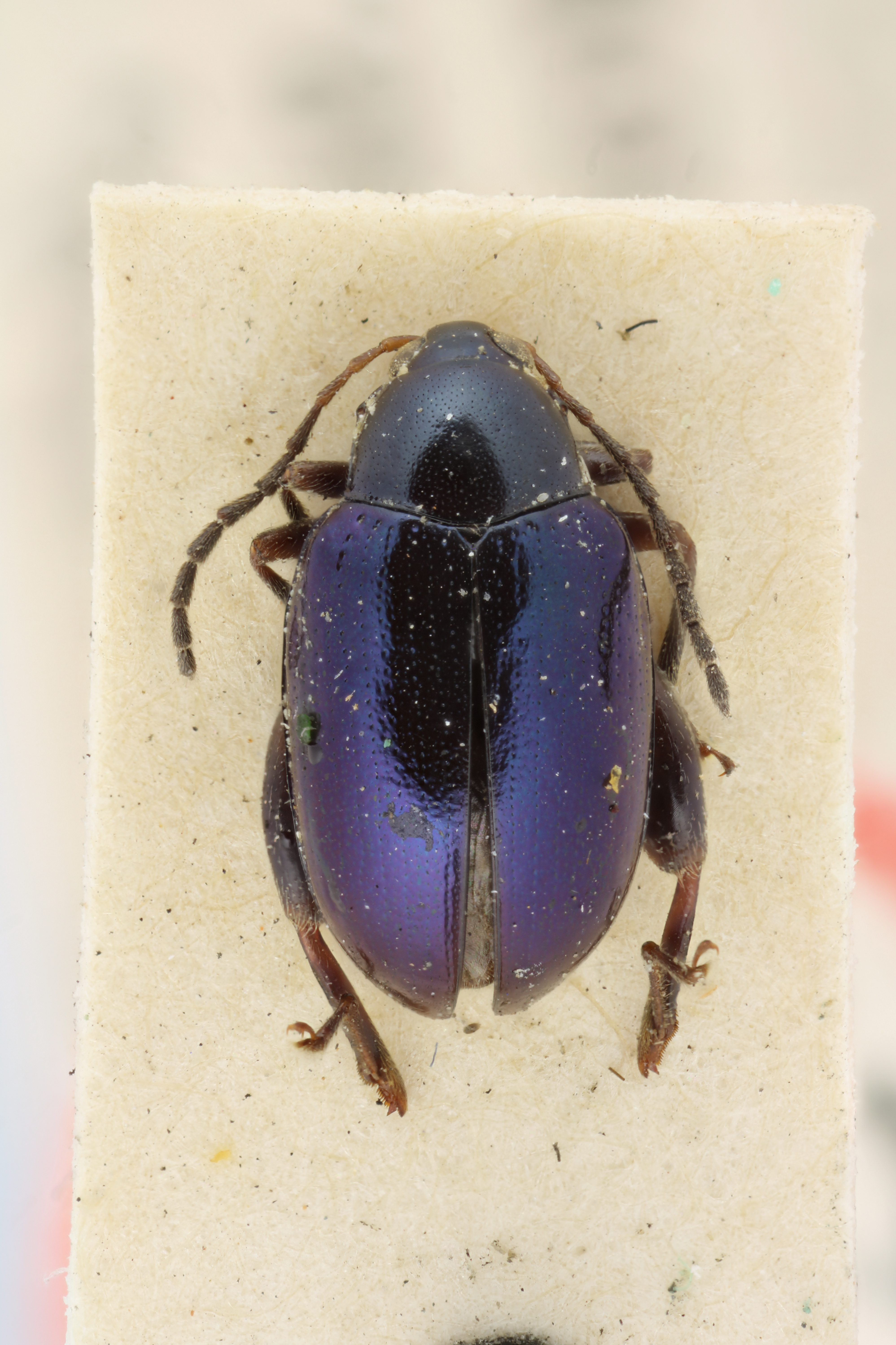
Psylliodes guatemalensis.
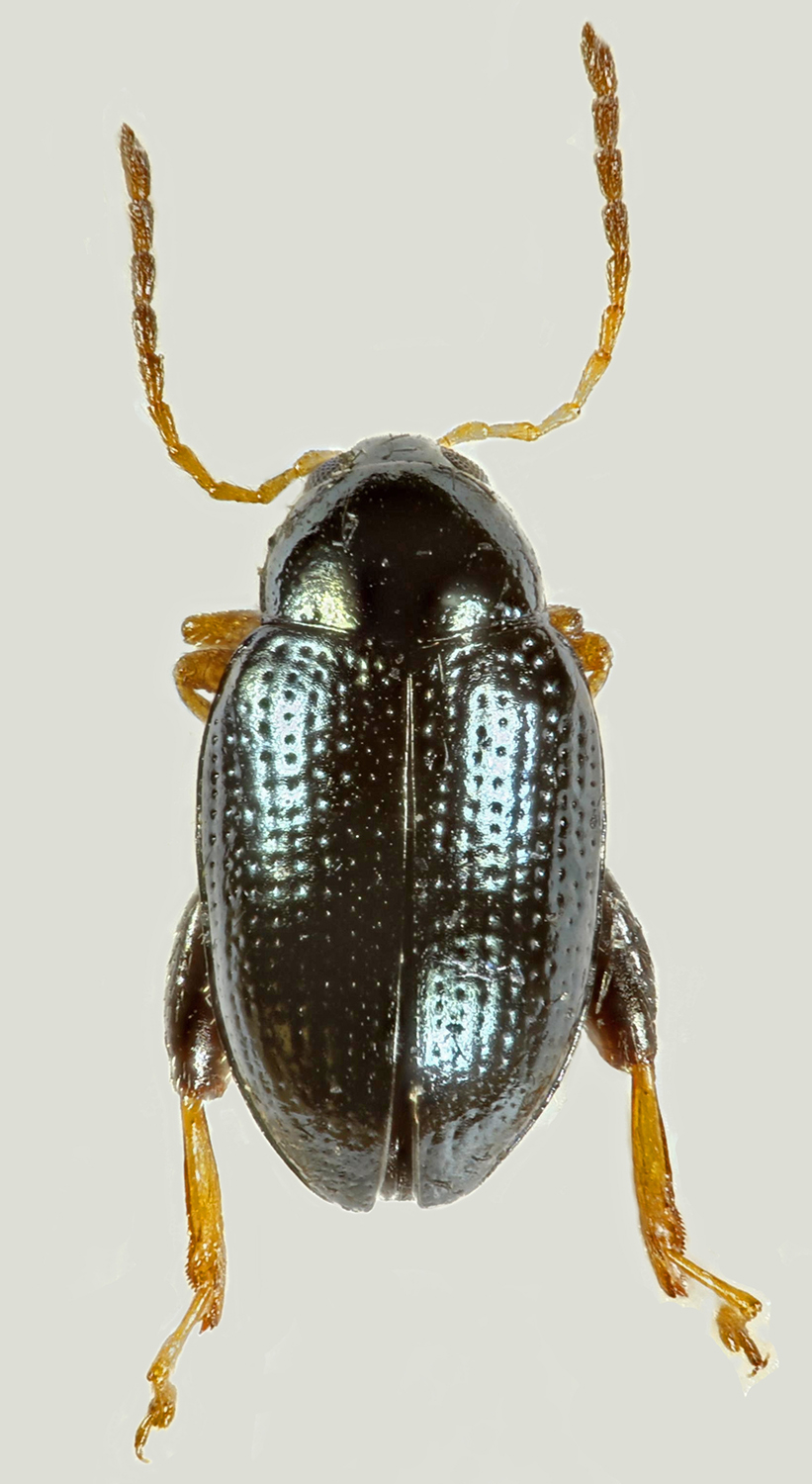
Psylliodes napi.

### Publication originale
- (de) A. A. Berthold, Latreille's Naturliche Familien des Thierreichs. Aus dem Franzosischen, mit Anmerkungen und Zusätzen, 1827, 1-606 p.